# 潮江

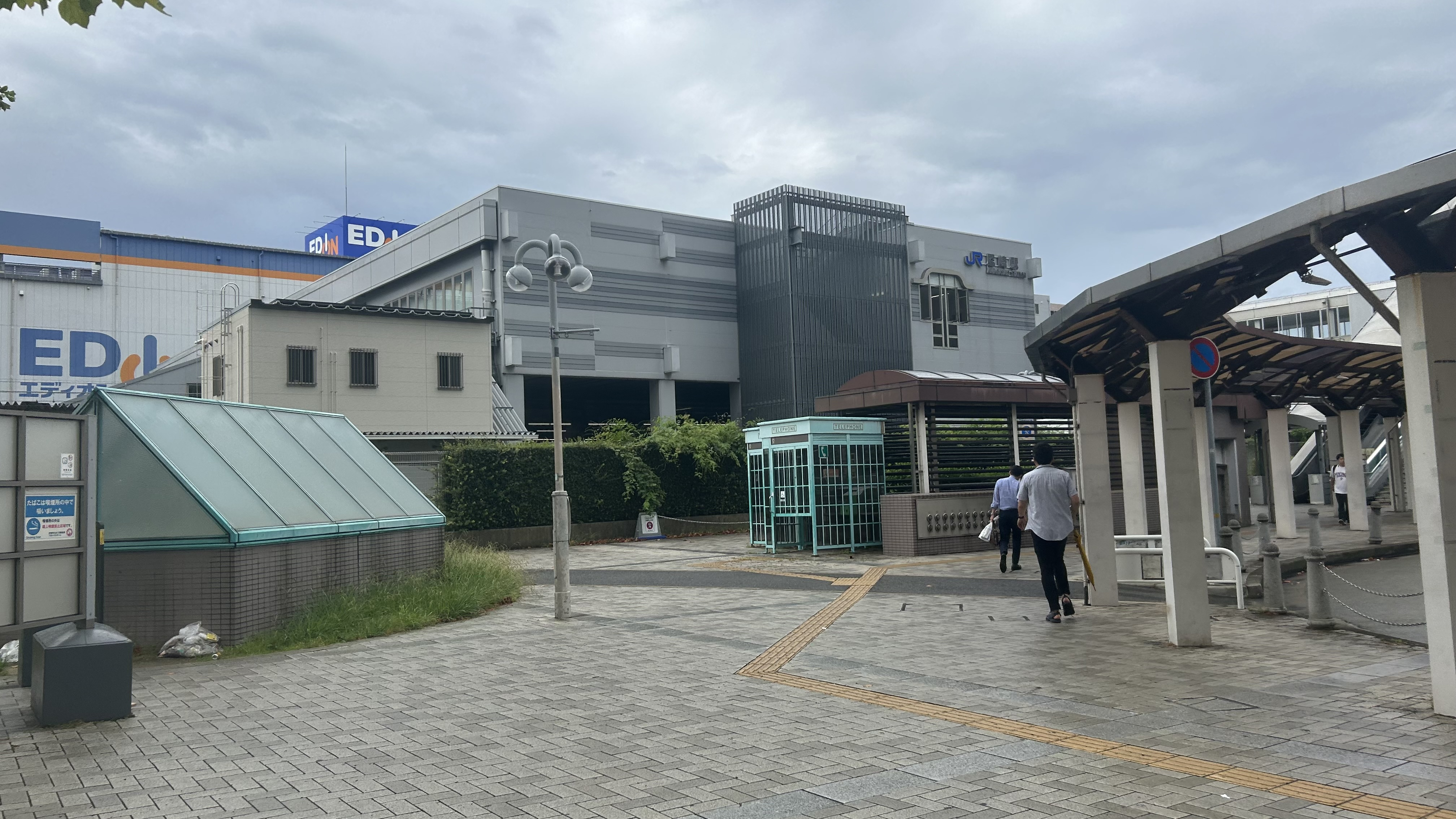
JR尼崎駅北口

潮江（しおえ) は、兵庫県尼崎市にある町丁。1丁目から5丁目まである。郵便番号は基本的には661-0976であるが、例外として1丁目1番、5丁目1番が660-0808である。

## 地理
東は浜・次屋、西は久々知西町、南は西長洲町・金楽寺町・長洲西通・長洲本通・長洲中通、北は久々知・下坂部と隣接している。

## 交通

### 鉄道
- JR神戸線
  - -尼崎駅-
- JR宝塚線
  - 尼崎駅-
- JR東西線
  - -尼崎駅

### バス

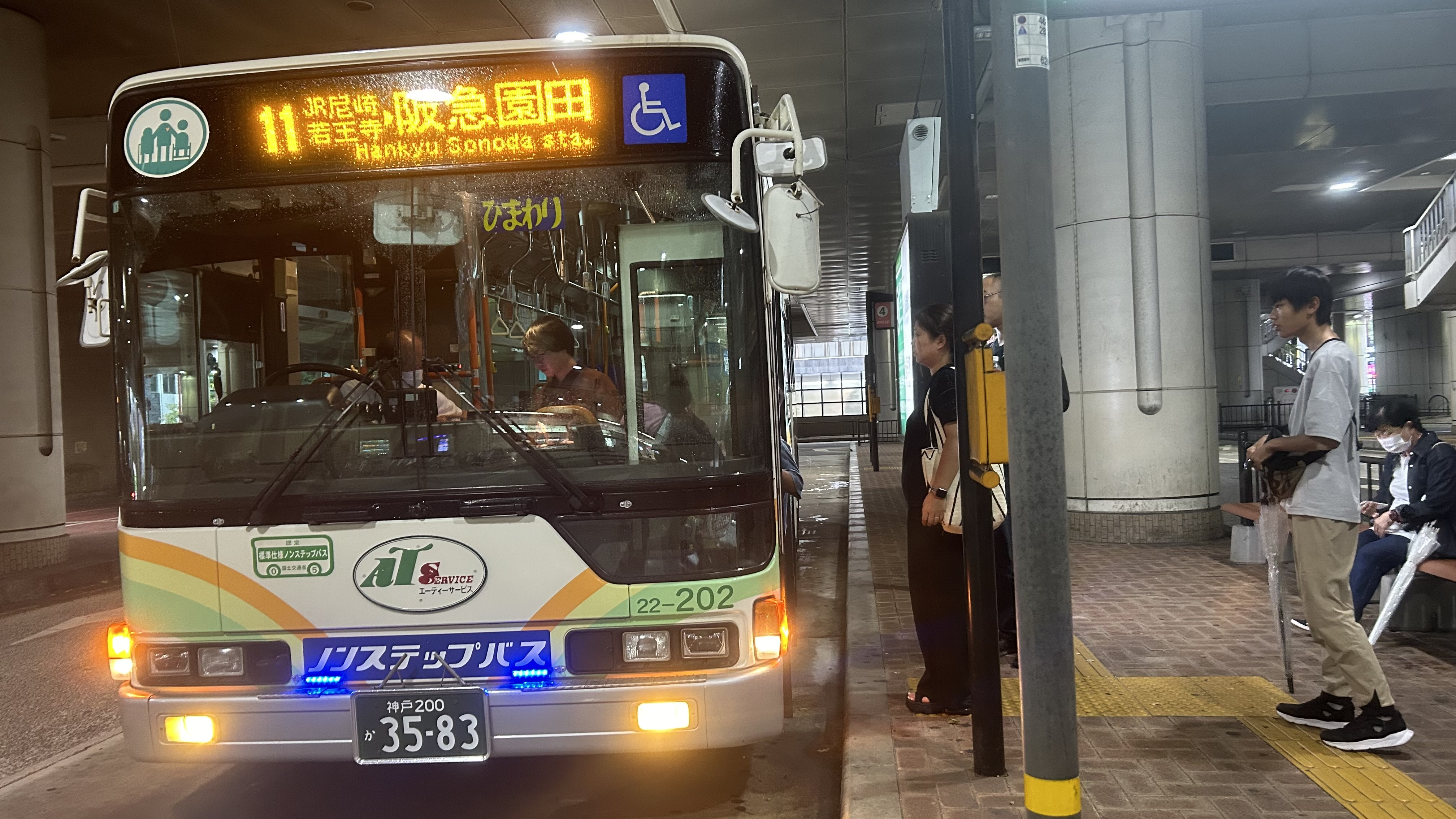
11番
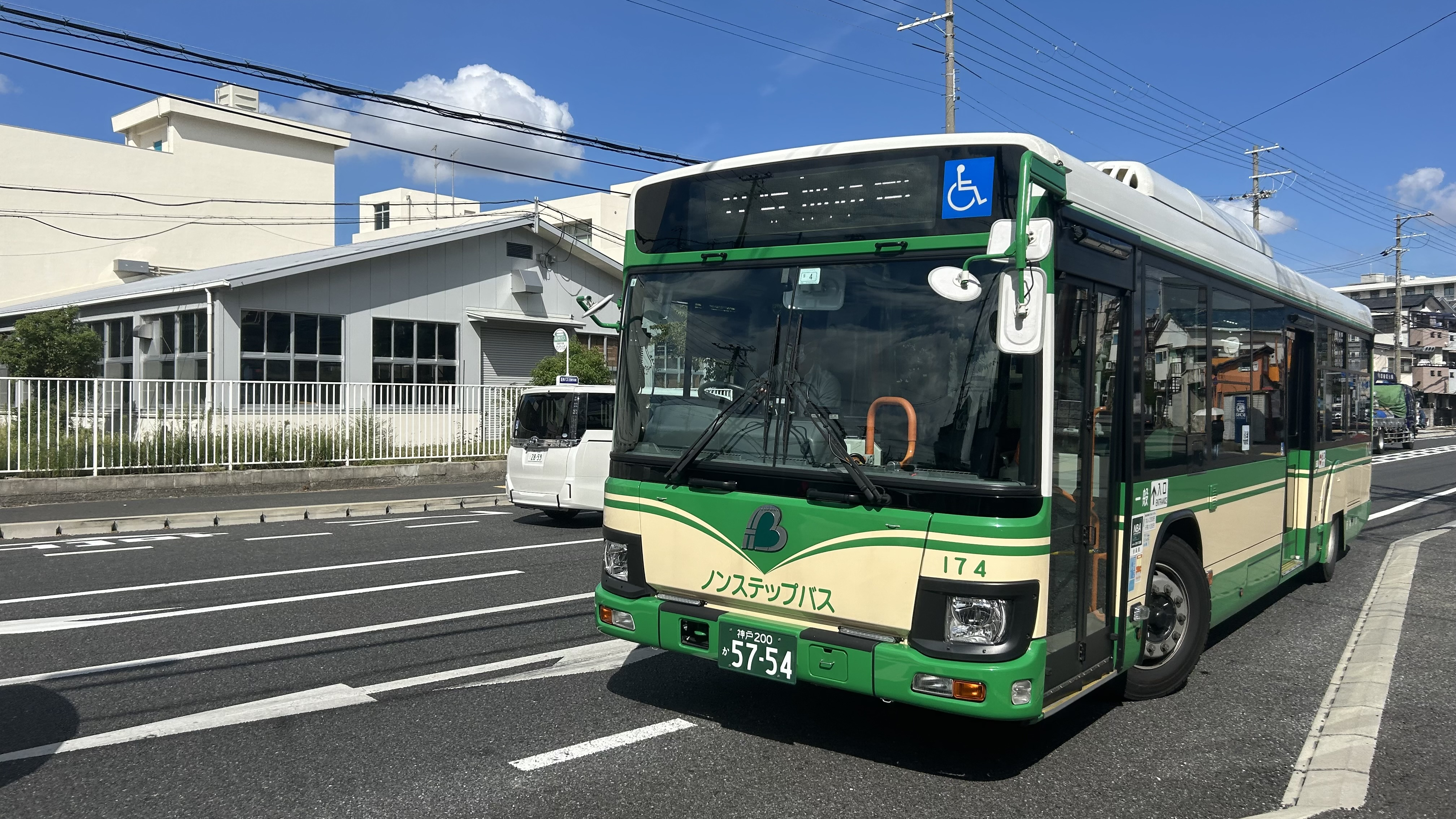
12番
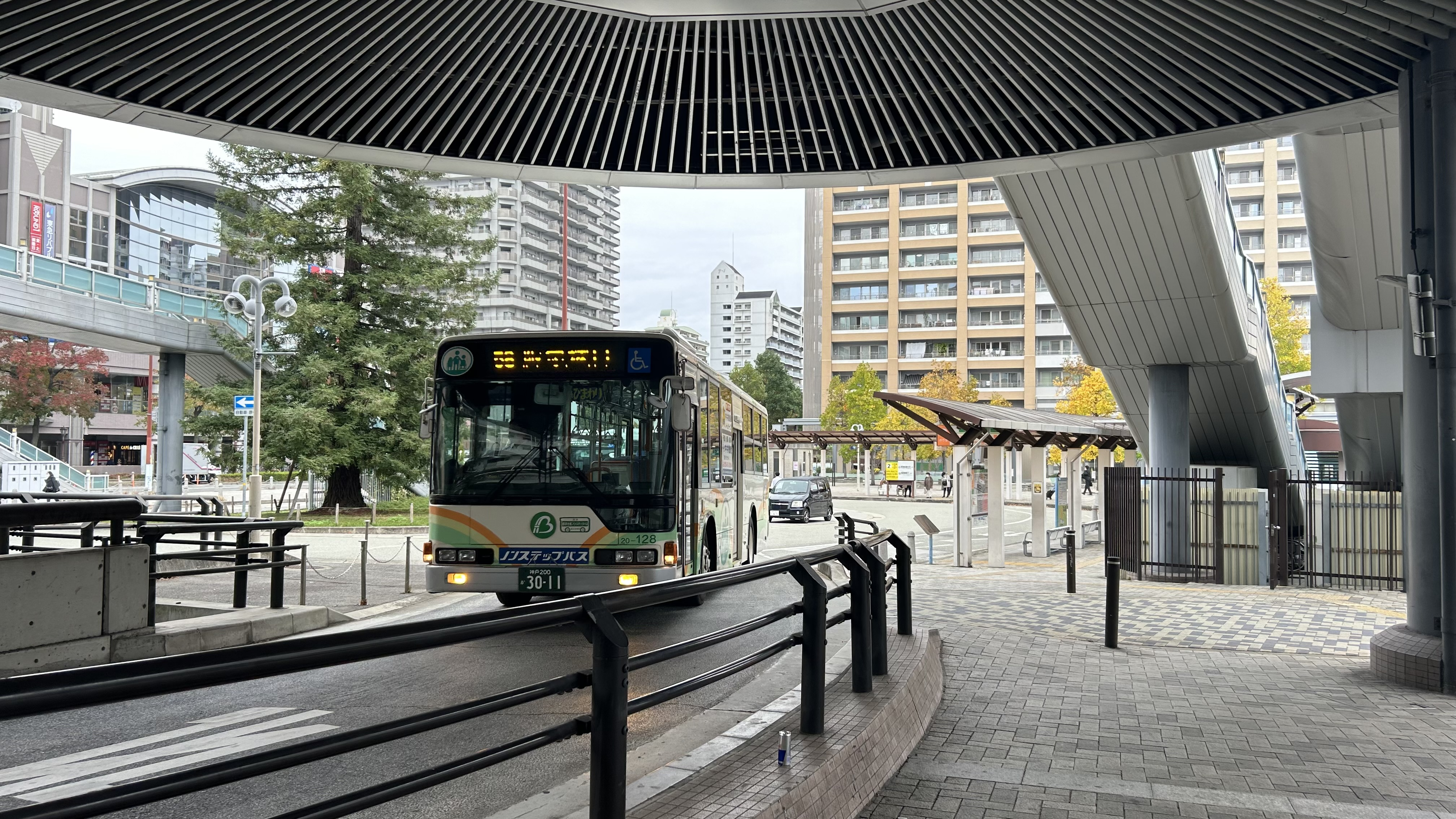
58番

阪神バスが通っている。
| 路線名 | 起点         | 町内の停留所                                          | 終点     |
| ------ | ------------ | ----------------------------------------------------- | -------- |
| 11     | 阪急園田     | (次屋)-潮江北口-アミング潮江前-潮江-JR尼崎-(長洲東通) | 阪神尼崎 |
| 12     | 阪急塚口     | (次屋)-潮江北口-アミング潮江前-潮江-JR尼崎-(長洲東通) | 阪神杭瀬 |
| 48-2   | 阪急武庫之荘 | (尾浜町)-尼崎東警察署前-潮江1丁目-JR尼崎              | JR尼崎   |
| 58     | 阪急塚口     | (久々知西町)-尼崎東警察署前-潮江1丁目-JR尼崎          | JR尼崎   |

- 11番
- 12番
- 58番

## 校区
出典:
| 丁目 | 区域                                                                           | 小学校       | 中学校       |
| ---- | ------------------------------------------------------------------------------ | ------------ | ------------ |
| 1    | 全域                                                                           | 潮小学校     | 大成中学校   |
| 2    | １～２１番、２２番1～13、23～29号、 ２３番 ２４番1～6、23～27号、 ２８、２９番 | 潮小学校     | 大成中学校   |
| 2    | ２２番14～22号、２４番7～22号、 ２５～２７ ３０～３９番                        | 下坂部小学校 | 小田北中学校 |
| 3    | ９～２２番                                                                     | 下坂部小学校 | 小田北中学校 |
| 3    | １～８番                                                                       | 潮小学校     | 大成中学校   |
| 4    | ２番1～17、42～54号、３番                                                      | 潮小学校     | 大成中学校   |
| 4    | １番、２番18～41号                                                             | 下坂部小学校 | 小田北中学校 |
| 4    | ４番                                                                           | 名和小学校   | 大成中学校   |
| 5    | １番                                                                           | 金楽寺小学校 | 成良中学校   |
| 5    | ２～５番                                                                       | 潮小学校     | 大成中学校   |
| 5    | ６～９番                                                                       | 名和小学校   | 大成中学校   |

## 施設

### 1丁目
- JR尼崎駅
- セブン-イレブン ハートインＪＲ尼崎駅西口改札内店
- セブン-イレブン 尼崎潮江１丁目店
- ファミリーマート ＪＲ尼崎駅北店
- ローソン アミング潮江店
- 株式会社ＪＲ西日本テクシア 本社
- 尼崎中央病院
- ホテルヴィスキオ尼崎
- あまがさきキューズモール

### 2丁目
- 尼崎市立潮小学校
- 潮江素戔嗚神社

### 3丁目
- 潮江公園

### 4丁目
工業地帯である

### 5丁目
- セブン-イレブン 尼崎潮江５丁目店
- ファミリーマート 潮江五丁目店
- スズキ自販兵庫 スズキアリーナ尼崎
- 潮江緑遊公園